# Syringolaimus annae
Syringolaimus annae is een rondwormensoort uit de familie van de Ironidae. De wetenschappelijke naam van de soort is voor het eerst geldig gepubliceerd in 2009 door Coelho Lima, Lins, Da Silva & Esteves.